# Radio Slobodna Europa
Radio Slobodna Europa (službeno Radio Slobodna Europa/Radio Sloboda, engl. Radio Free Europe/Radio Liberty, akr. RFE/RL), radiodifuzijska organizacija koju je 1950. osnovala vlada Sjedinjenih Američkih Država radi propagande vlastitoga društva, odnosno deklarativno  – da pruži informacije i politički komentar ljudima iz komunističke Istočne Euvrope i Sovjetskog Saveza, kojima je to bilo uskraćeno zbog nepostojanja nepristranih medija u vlastitim zemljama.
Procjenjuje se da je programe Radija Slobodna Europa s vijestima iz cijelog svijeta, ali i iz njihovih vlastitih zemalja, slušalo 35 milijuna ljudi. Smatra se da je Radio Slobodna Europa radi svojih uglavnom uspješnih napora da nadmudri istočnoeuropske cenzore i svaki dan dođe do svojih slušatelja, doprinio propasti socijalističkih režima u Istočnoj Europi.
Radio Slobodna Europa počeo je emitirati svoj program za Čehoslovačku iz sjedišta u Münchenu 4. srpnja 1950. Vrlo brzo je emitirao program na 15 jezika – zemalja pod sovjetskim utjecajem. Postaja je financirana od strane Američkog kongresa preko Centralne obavještajne agencije – CIA. Taj podatak je držan u strogoj tajnosti sve do kraja 1960-ih zbog straha od sovjetske odmazde.
Redakcija se 1995. preselila u Prag, u skladu s promjenom granica, i američkim fokusom prema Bliskom istoku 1990-ih, i 1998. pokrenula program za slušatelje u Iraku i Iranu. 
Pored radijskih emisija, počeo se emitirati i televizijski program i vijesti na internetu u 20 zemalja, na oko 30 različitih jezika, uključujući i manje poznate, kao što su baškirski, čerkeski, tatarski, čečenski (uglavnom na jezicima koji se govore u Ruskoj Federaciji).